# Kölner CfR
Kölner CfR (celým názvem: Kölner Club für Rasenspiele 1899 e. V.) byl německý sportovní klub, který sídlil v Kolíně nad Rýnem ve spolkové zemi Severní Porýní-Vestfálsko. Založen byl v roce 1899 pod názvem FC Borussia Köln. Svůj poslední název nesl od roku 1914. Zanikl v roce 1937 po fúzi s Kölner SC 1899 do nově založené organizace VfL Köln 1899. Klubové barvy byly zelená a bílá.
Největším úspěchem klubu bylo jedno vítězství v Gaulize Mittelrhein, jedné ze skupin tehdejší nejvyšší fotbalové soutěže na území Německa. Své domácí zápasy odehrával na stadionu Riehler Radrennbahn.

## Historické názvy
Zdroj: 
- 1899 – FC Borussia Köln (Fußball-Club Borussia Köln)
- 1914 – Kölner CfR (Kölner Club für Rasenspiele 1899 e. V.)
- 1937 – fúze s Kölner SC 1899 ⇒ VfL Köln 1899
- 1937 – zánik

## Získané trofeje
- Gauliga Mittelrhein ( 1× )
  - 1935/36

## Umístění v jednotlivých sezonách
Stručný přehled
Zdroj: 
- 1933–1937: Gauliga Mittelrhein

Jednotlivé ročníky
Zdroj: 
Legenda: Z - zápasy, V - výhry, R - remízy, P - porážky, VG - vstřelené góly, OG - obdržené góly, +/- - rozdíl skóre, B - body, zlaté podbarvení - 1. místo, stříbrné podbarvení - 2. místo, bronzové podbarvení - 3. místo, červené podbarvení - sestup, zelené podbarvení - postup, fialové podbarvení - reorganizace, změna skupiny či soutěže
| Velkoněmecká říše (1933 – 1937) |                     |        |    |    |   |   |    |    |     |    |        |
| Sezóny                          | Liga                | Úroveň | Z  | V  | R | P | VG | OG | +/- | B  | Pozice |
| 1933/34                         | Gauliga Mittelrhein | 1      | 20 | 9  | 3 | 8 | 43 | 36 | +7  | 21 | 7.     |
| 1934/35                         | Gauliga Mittelrhein | 1      | 18 | 9  | 5 | 4 | 30 | 18 | +12 | 23 | 2.     |
| 1935/36                         | Gauliga Mittelrhein | 1      | 18 | 9  | 6 | 3 | 44 | 25 | +19 | 24 | 1.     |
| 1936/37                         | Gauliga Mittelrhein | 1      | 20 | 11 | 4 | 5 | 50 | 33 | +17 | 26 | 2.     |